# Lopholejeunea acutifolia
Lopholejeunea acutifolia là một loài Rêu trong họ Lejeuneaceae. Loài này được Mizut. & Piippo mô tả khoa học đầu tiên năm 1986.